# Aphonomorphus testaceus
Aphonomorphus testaceus är en insektsart som beskrevs av Lucien Chopard 1912. Aphonomorphus testaceus ingår i släktet Aphonomorphus och familjen syrsor. Inga underarter finns listade i Catalogue of Life.